# 森纳里奥洛
森纳里奥洛（義大利語：Sennariolo），是意大利撒丁大区奥里斯塔诺省的一个市镇。总面积15.68平方公里，人口183人，人口密度11.7人/平方公里（2009年）。ISTAT代码为095055。